# 黑耳
黑耳（学名：Exidia glandulosa），又称为黑胶菌，是属于银耳目银耳科黑耳属的一种真菌，群生于阔叶林中及林外的阔叶树倒木、树桩及枯枝上或朽木上。该种分布于中国、日本、巴西、欧洲、美国、墨西哥等地。